# Gemeinde (Liechtenstein)

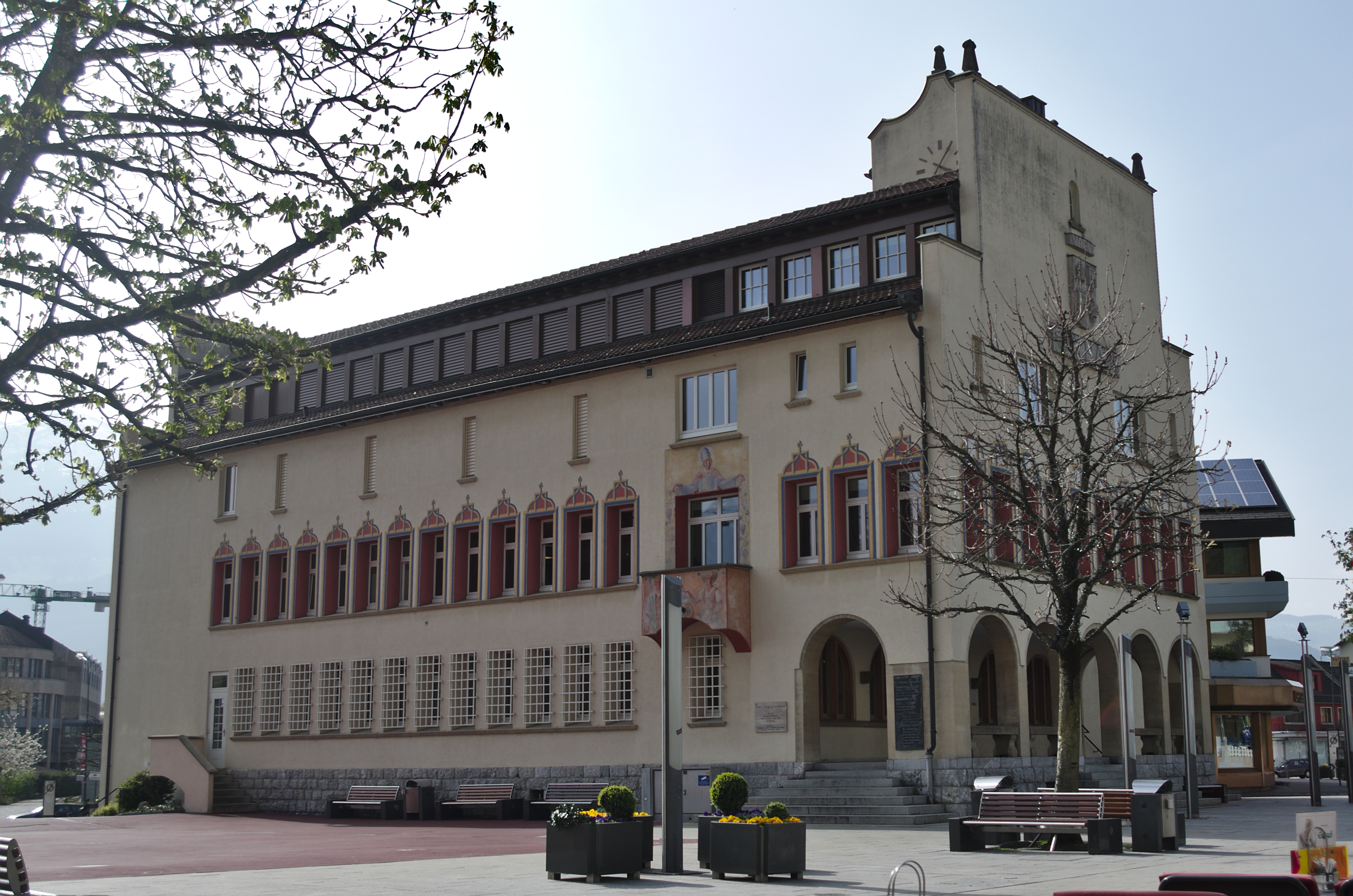
Die Gemeindeverwaltung Vaduz bekam mit dem 1932/33 errichteten Rathaus ein repräsentatives Domizil.

Die Politische Gemeinde oder kurz Gemeinde ist die untere Stufe im zweistufigen staatlichen Verwaltungsaufbau im Fürstentum Liechtenstein. Sie sind Gebietskörperschaften des öffentlichen Rechts und spielen für die Demokratie, die Dezentralisierung und Gewaltenteilung im Land eine bedeutende Rolle.

## Geschichte

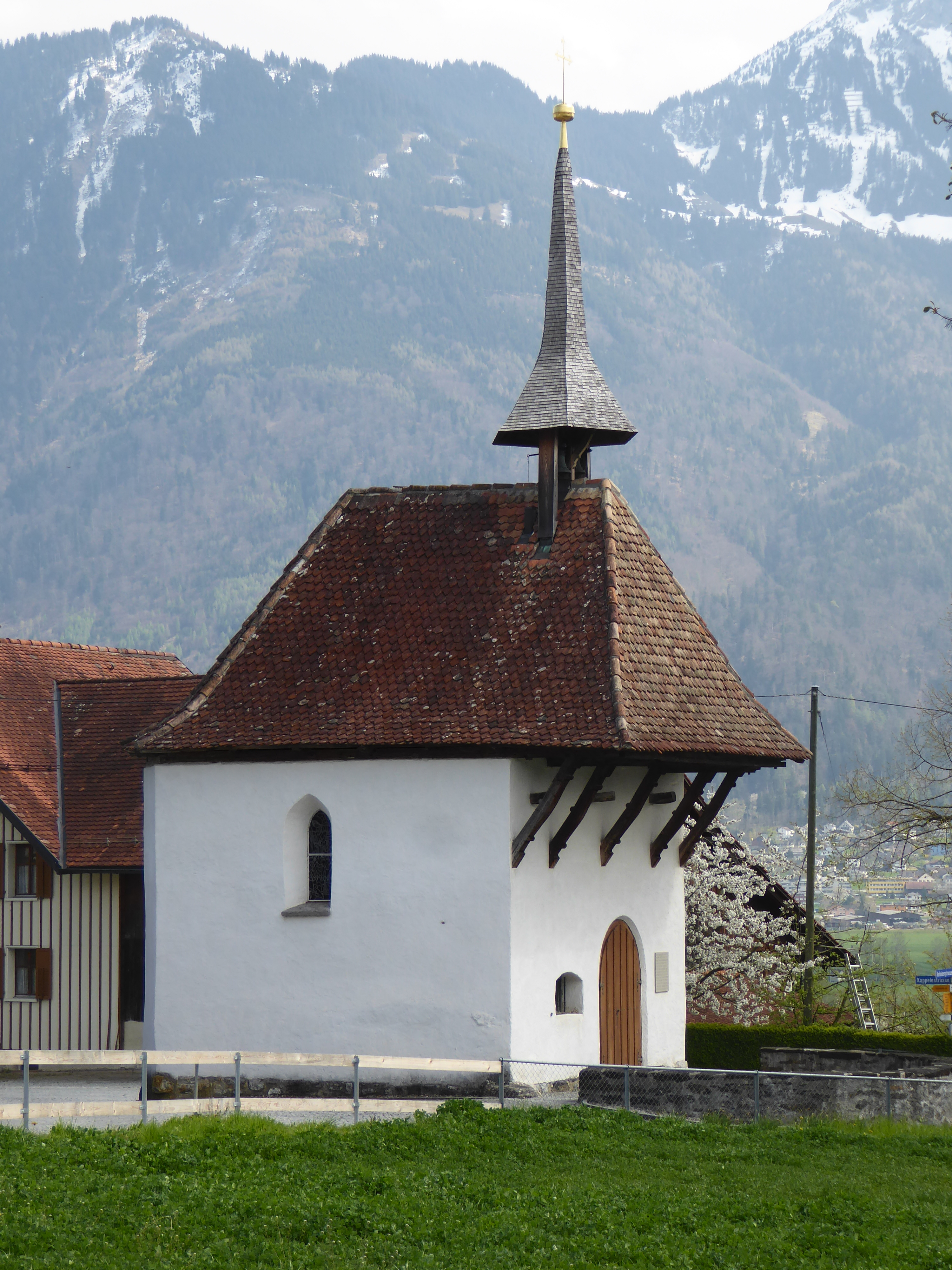
Vor der Kapelle auf dem Rofenberg tagte das aus dem Landammann und zwölf Geschworenen bestehende Gericht Schellenberg. Das Gerichtsgebäude neben der Kapelle, das auch als Gasthaus, Zollstation und Gefängnis diente, wurde 1883 nach einem Brand abgerissen.

Vor 1808 gab es in Liechtenstein wie im übrigen Mitteleuropa zwei Gemeindetypen.
- Die Dorfgemeinde war in erster Linie für die Nutzungsorganisation der bäuerliche Landnutzungsorganisation zuständig. Seit dem Hochmittelalter lassen sich in Mitteleuropa Dorfgenossenschaften nachweisen, die die Bewirtschaftung der Äcker, die Nutzung der Allmende und Wälder und die Arbeiten im Gemeinwerk regelten.
- Bei den Gerichtsgemeinden waren überwiegend die politischen Rechte angesiedelt. Das Gericht war nicht nur mit der Judikative beschäftigt, sondern nahm den grössten Teil der Funktionen wahr, die heute als staatlich gelten. Die Gerichtstage fanden mehrmals jährlich unter freiem Himmel statt. Eine Gerichtsgemeinde setzte sich aus mehreren Dorfgemeinden zusammen. Die beiden Gerichtsherrschaften Vaduz und Schellenberg hatten dasselbe Hoheitsgebiet wie die gleichnamigen Gerichtsgemeinden.

Der Untergang des römisch-deutschen Reichs im Jahr 1806 führte zur Verringerung der Gemeindeautonomie. Liechtenstein schaffte die Gerichtsgemeinden ab und die Gerichts- und Rechtssetzungsfunktionen gingen auf das fürstliche Oberamt über. Die als «Richter» bezeichneten Gemeindevorsteher der elf Gemeinden wurden vom Oberamt eingesetzt und hatten dessen Anordnungen auszuführen.
Mit der Verfassung von 1862 wurde die Gemeindeautonomie aufgewertet. Die Gemeindeversammlung wurde zum obersten Organ und wählte Ortsvorsteher, Säckelmeister und die anderen Gemeinderäte. Das Gemeindegesetz von 1864 schaffte die Benachteiligung der Hintersassen durch die Schaffung eines miteinander verkoppelten Gemeinde- und Landesbürgerrechts ab und führte die Unterscheidung vom eigenen und vom Staat übertragenen Wirkungskreis ein.
Die Verfassung von 1921 enthielt eine Bestandsgarantie der einzelnen Gemeinden. 1926 scheiterte die Trennung nach schweizerischem Vorbild in Politische Gemeinde und Bürgergemeinde. Sie kam erst 1996 zustande, als die Bürgergenossenschaften von den politischen Gemeinden ausgesondert wurden.

## Kompetenzen und Organisation

### Aufgaben
Die Aufgaben der politischen Gemeinden können in zwei Kategorien von Zuständigkeiten gegliedert werden: Der übertragene Wirkungskreis umfasst alle Angelegenheiten des Staates, welche den Gemeinden vom Gesetz übertragen sind. Der eigene Wirkungskreis umfasst alles, was die Gemeinde in erheblichem Umfang selber regeln und verwalten kann. Dazu gehören insbesondere:
- Festsetzung und Erhebung der Gemeindesteuern
- Errichtung und Unterhalt von Kindergärten, Primarschulen und anderer öffentlicher Bauten und Anlagen
- Verwaltung des Gemeindevermögens
- Gemeindepolizei zur Aufrechterhaltung von Ruhe, Sicherheit und Ordnung
- Ortsplanung
- Wasserversorgung, Abwasser- und Abfallentsorgung
- Verleihung des Gemeindebürgerrechts.[5] Jeder Landesbürger ist Bürger einer Gemeinde, ausser die Mitglieder des Fürstenhauses Liechtenstein.[6]

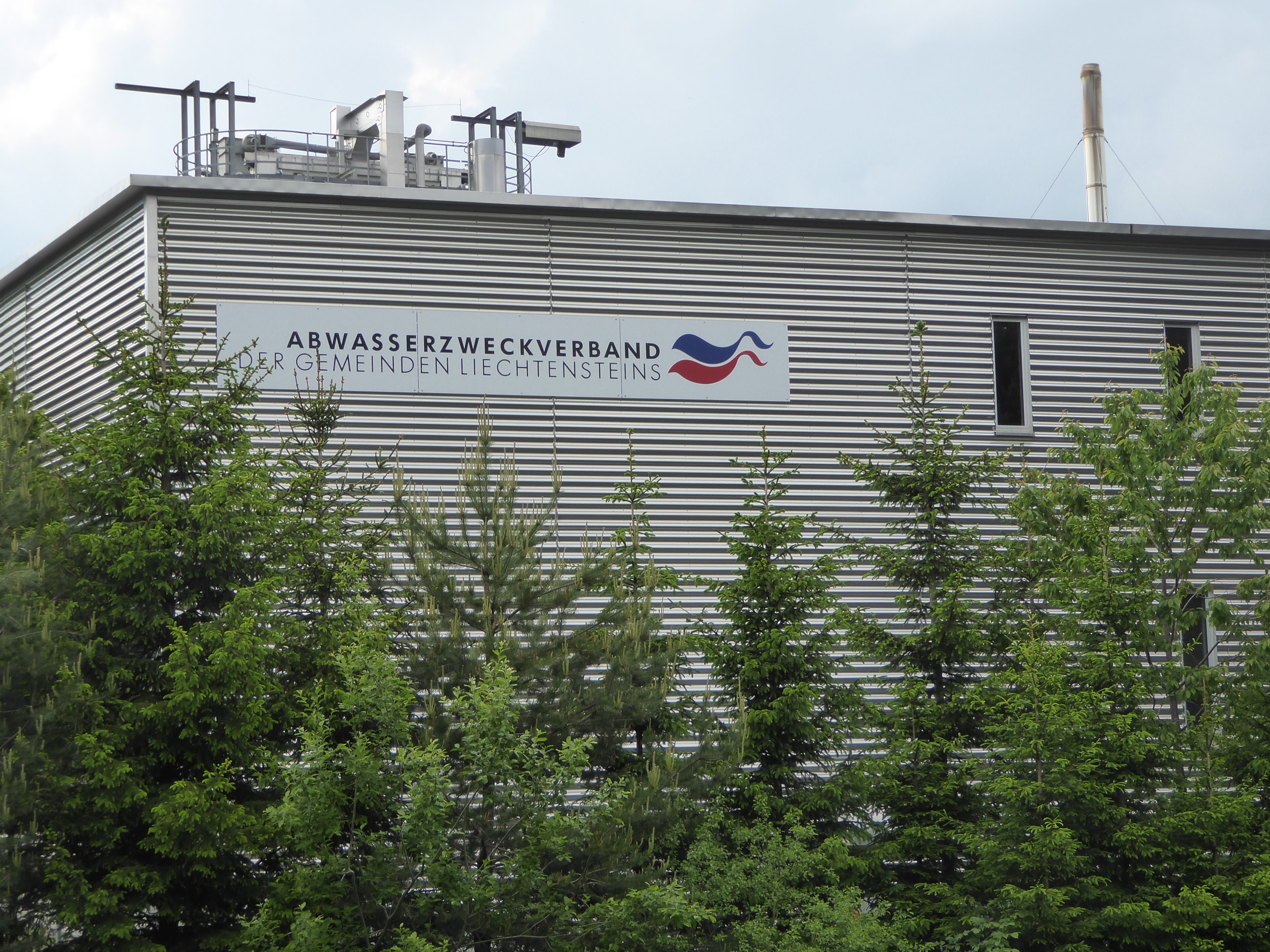
Abwasserreinigungsanlage Bendern des Abwasserzweckverbands Liechtenstein

Zudem können die Gemeinden innerhalb des gesetzlichen Rahmens Aufgaben aus dem Bereich ihrer Selbstverwaltung wahrnehmen.
Die Gemeinden haben das Recht, Verfassungsinitiativen einzubringen, Referenden zu ergreifen, den Landtag einzuberufen oder eine Volksabstimmung über die Auflösung des Landtags zu erwirken.
Für Aufgaben, die von einer einzelnen Gemeinde nicht erfüllt werden können, wie die Wasserversorgung oder die Abfallentsorgung, entstanden Zweckverbände, die wie die Gemeinden als öffentlich-rechtliche Körperschaften organisiert sind.

### Autonomie

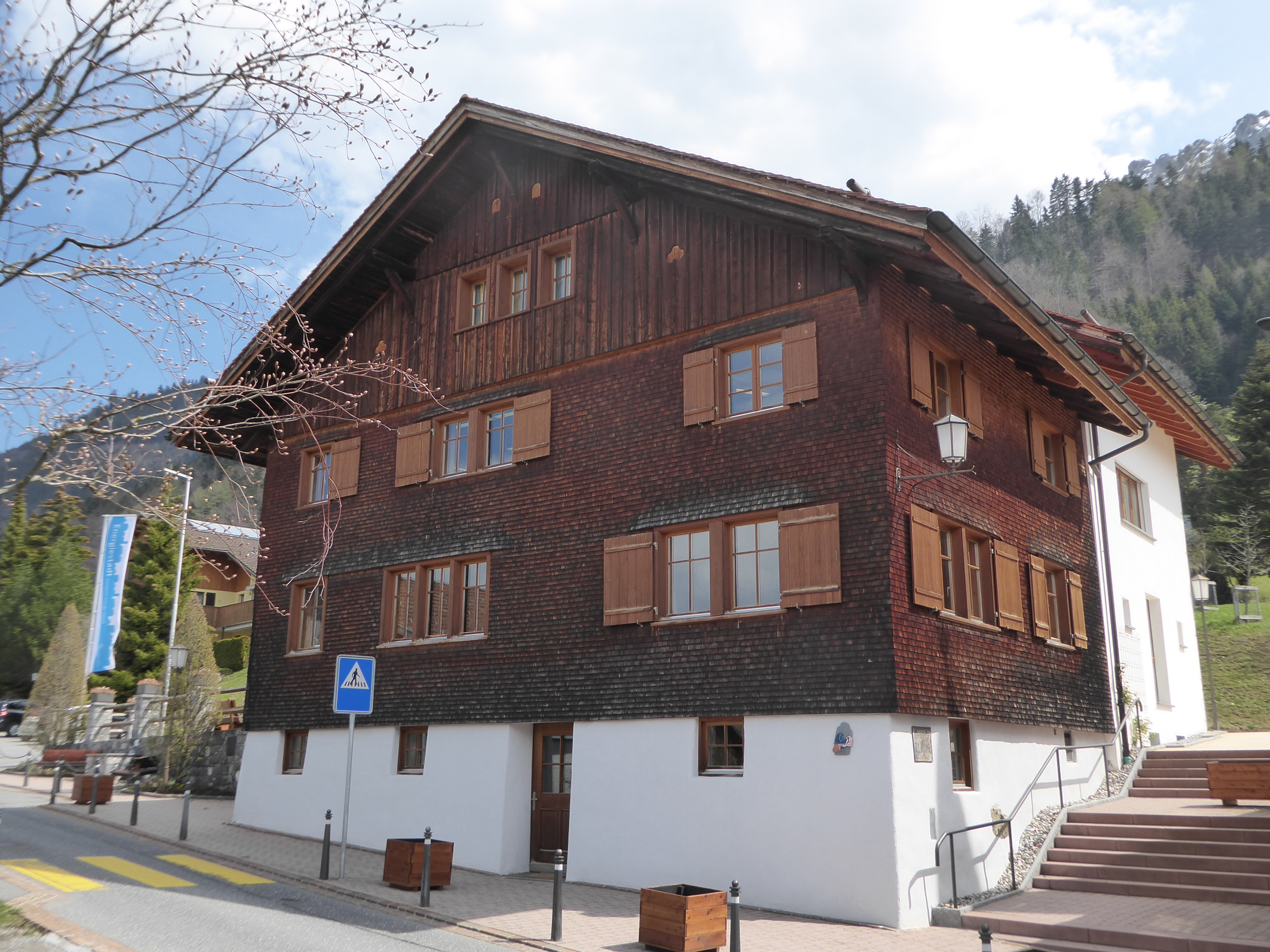
Die Gemeindeverwaltung Planken übersiedelte 1991 in das Dreischwesternhaus, das vorher als Gasthaus, Dorfladen und Schulprovisorium diente.

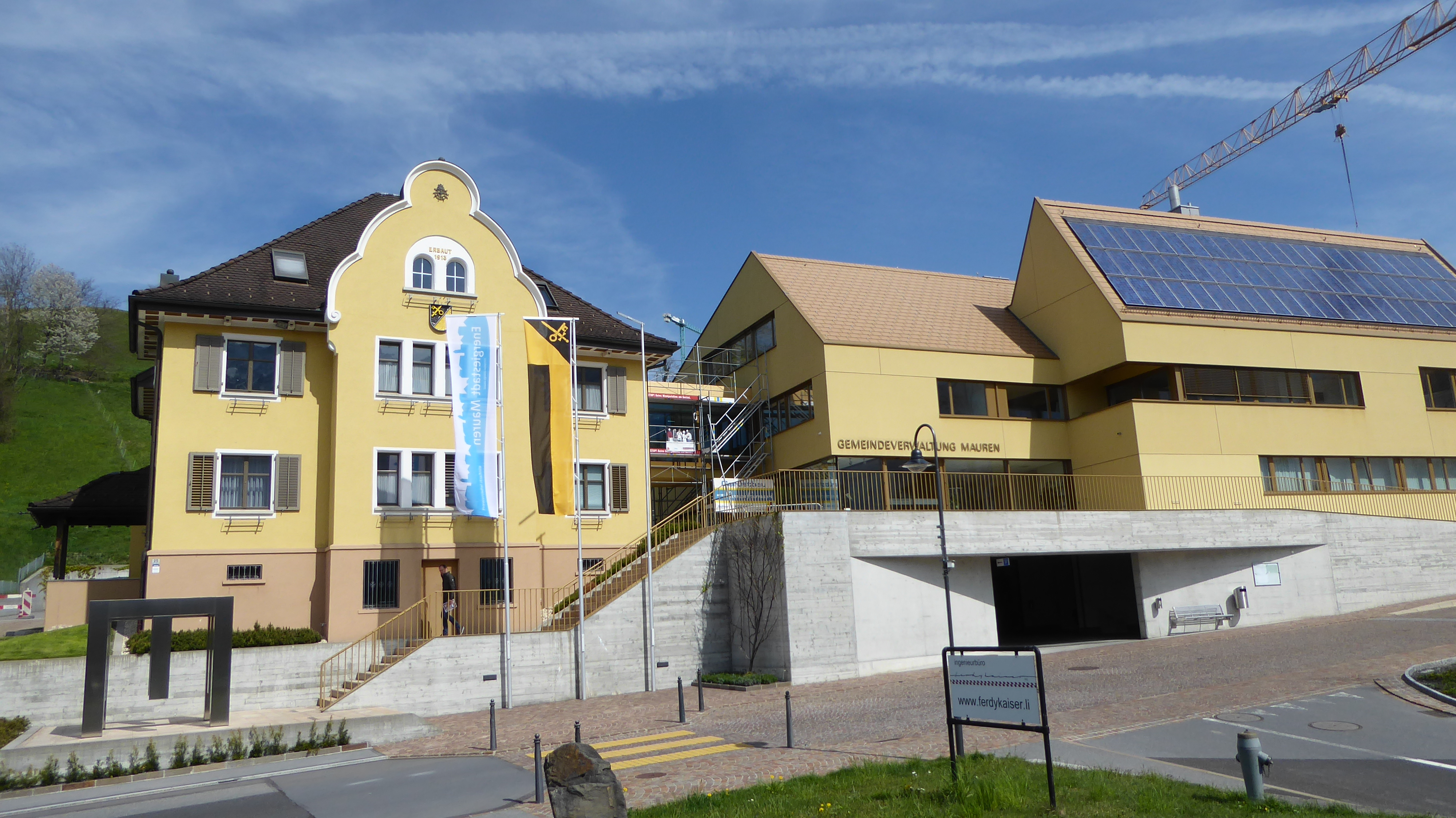
Die Gemeindeverwaltung Mauren hat ihren Sitz seit 1971 im ehemaligen Lehrerwohnhaus von 1913, das 2009 erweitert wurde.

Im Vergleich zu den anderen Staaten Mitteleuropas liegt die Autonomie der liechtensteinischen Gemeinden zusammen mit den politischen Gemeinden in der Schweiz im Spitzenbereich. 2003 erhielten die Gemeinden zudem ein umstrittenes Austrittsrecht aus dem Staatsverband.

### Organe

#### Gemeindeversammlung
Höchstes Organ ist die Gemeindeversammlung. Wegen des Bevölkerungswachstums und der Einführung des Frauenstimmrecht im Jahr 1984 tritt sie nicht mehr tatsächlich zusammen. Stattdessen werden geheime Urnenabstimmungen durchgeführt. An der Urne werden der Gemeindevorsteher, die Mitglieder des Gemeinderats und die Geschäftsprüfungskommission gewählt und über einmalige Ausgaben von über 35 Prozent der Gemeindeerträgnisse, regelmässige Ausgaben von über 20 Prozent der Erträgnisse, über Initiativen und Referenden abgestimmt.
Ein Sechstel der Stimmberechtigten kann mit einem Referendum über Beschlüsse des Gemeinderates, welche die in der Gemeindeordnung festgelegte Finanzkompetenz des Gemeinderats überschreiten, eine Volksabstimmung verlangen. Unabhängig von diesem Höchstbetrag kann das Referendum über Voranschlag, Gemeindesteuerzuschlag, Rechnung, Bauordnung und Zonenplan ergriffen werden. Ebenfalls ein Sechstel der Stimmberechtigten kann mit dem Initiativrecht eine Behandlung von Angelegenheiten, die dem Referendum unterstehen, verlangen.

#### Gemeinderat
| Gemeinde     | Einwohner (30. Jun. 2020) | Mitglieder Gemeinderat | Bezeichnung Vorsitzender | Finanz- kompetenz | Quelle |
| ------------ | ------------------------- | ---------------------- | ------------------------ | ----------------- | ------ |
| Balzers      | 4688                      | 11                     | Gemeindevorsteher        | 100 000 CHF       | [ 13 ] |
| Eschen       | 4573                      | 11                     | Gemeindevorsteher        | 300 000 CHF       | [ 14 ] |
| Gamprin      | 1728                      | 9                      | Gemeindevorsteher        | 200 000 CHF       | [ 15 ] |
| Mauren       | 4513                      | 11                     | Gemeindevorsteher        | 300 000 CHF       | [ 16 ] |
| Planken      | 480                       | 7                      | Gemeindevorsteher        | 200 000 CHF       | [ 17 ] |
| Ruggell      | 2474                      | 9                      | Gemeindevorsteher        | 150 000 CHF       | [ 18 ] |
| Schaan       | 6049                      | 13                     | Gemeindevorsteher        | 300 000 CHF       | [ 19 ] |
| Schellenberg | 1113                      | 9                      | Gemeindevorsteher        | 150 000 CHF       | [ 20 ] |
| Triesen      | 5423                      | 11                     | Gemeindevorsteher        | 200 000 CHF       | [ 21 ] |
| Triesenberg  | 2632                      | 11                     | Gemeindevorsteher        | 300 000 CHF       | [ 22 ] |
| Vaduz        | 5771                      | 11                     | Bürgermeister            | 100 000 CHF       | [ 23 ] |

Der nach dem Proporzsystem gewählte Gemeinderat ist die Exekutive. Er ist Führungs- und Vollzugsorgan der Gemeinde mit alle Befugnissen, die nicht einem anderen Organ übertragen sind. Obwohl die Gemeindeordnung Voranschlag, Rechnung, Bauordnung und Zonenplan in die Zuständigkeit der Gemeindeversammlung legen könnte, macht keine der elf Gemeinden in Liechtenstein davon Gebrauch.
Im beschränkten Umfang können die Gemeinden die Grösse ihres Gemeinderats festlegen. Er besteht bei Gemeinden mit:
- bis 1500 Einwohnern aus sieben oder neun Mitgliedern
- bis 3000 Einwohnern aus neun oder elf Mitgliedern
- über 3000 Einwohnern aus elf oder dreizehn Mitgliedern, jeweils inkl. Gemeindevorsteher[26]

#### Geschäftsprüfungskommission
Die aus drei Mitgliedern bestehende Geschäftsprüfungskommission kontrolliert die Verwaltung und das Rechnungswesen der Gemeinde. Sie überprüft den Rechnungsabschluss und stellt Antrag auf Genehmigung der Gemeinderechnung und Entlastung der Organe.

### Gebietsveränderungen
Zu Gemeindefusionen kam es in Liechtenstein noch nie, aber zu Änderungen der Gemeindegrenzen. 1952 wurde die Gemeindegrenze zwischen Vaduz und Schaan im Abschnitt der Rheintaleene und des unteren Fusses der Drei Schwestern neu festgelegt. Die bisher zu Schaan gehörende Exklave Ebenholz und das Grundstück Einfang beim Vaduzerforst kamen zu Vaduz.

## Andere Gemeinden

### Bürgergenossenschaft
Die in rund der Hälfte der Liechtensteiner Gemeinden vorkommenden Bürgergenossenschaften sind Eigentümerinnen von kollektiv genutzten Wäldern und Weiden sowie von parzellierten Flächen, die Privaten zur Nutzung überlassen werden.

### Katholische Pfarrgemeinden
Die römisch-katholische Kirche in Liechtenstein ist Staatskirche. Für die Verwaltung des Kirchenvermögens der Pfarrgemeinden sind nicht die politischen Gemeinden zuständig, sondern ein Kirchenrat. Er besteht aus einem Mitglied des Gemeinderats, aus einem vom Volk in einer Bürgerversammlung gewählten Mitglied und aus dem Ortsseelsorger.

### Evangelische Kirche
Die evangelische Kirche in Liechtenstein hat den Status eines Vereins und ist damit privatrechtlich organisiert.